# Festivalbar 2005
Il quarantaduesimo Festivalbar si svolse durante l'estate del 2005 in 9 puntate, registrate presso Piazza Castello a Torino, Piazza del Plebiscito a Viterbo, Piazza Grande ad Arezzo e con la finale nel consueto scenario dell'Arena di Verona, quest'ultima trasmessa per la prima volta in diretta televisiva nelle date del 12 e 13 settembre.
Presentatori furono Fabio De Luigi e Vanessa Incontrada.
Vincitore dell'edizione fu Nek con la canzone Lascia che io sia.

## Cantanti partecipanti
- Nek - Lascia che io sia e Almeno stavolta
- Irene Grandi - Lasciala andare
- Luca Dirisio - Per sempre
- Laura Pausini - Come se non fosse stato mai amore,Vivimi e Benedetta passione
- Simple Plan - Welcome to My Life
- Natalie Imbruglia - Shiver
- Cesare Cremonini - Marmellata #25
- L'Aura - Radio Star
- Sugarfree - Cromosoma e Cleptomania
- Jovanotti - (Tanto)³,  Mi fido di te e Coraggio
- Pago - Parlo di te
- Biagio Antonacci - Sappi amore mio e Pazzo di lei
- Daniel Powter - Bad Day
- Blue - Only Words I Know
- Gorillaz - Feel Good Inc
- KT Tunstall - Black Horse and the Cherry Tree
- Planet Funk - Stop Me
- Zero Assoluto - Semplicemente
- Simone Cristicchi - Vorrei cantare come Biagio
- Negramaro - Estate, Mentre tutto scorre e Solo per te
- Flipsyde - Someday e Spun
- Elisa - Una poesia anche per te
- Mario - Let Me Love You
- Negrita - Rotolando verso sud
- Beck - E-Pro
- Simone Tomassini - Quando sei ragazzo
- Black Eyed Peas - Don't Phunk with My Heart e Don't Lie
- Craig David - All the Way
- Max Pezzali - Eccoti
- Gemelli DiVersi - Fotoricordo
- Liquido - Ordinary Life
- Ricky Fanté - Shine
- Good Charlotte - I Just Wanna Live
- La Differenza - Percezione 90
- James Blunt - You're Beautiful e High
- Kaleidoscópio - Feliz de novo
- Melanie C - Next Best Superstar
- Francesco Renga - Un'ora in più
- Pussycat Dolls - Don't Cha
- Alex Britti - Prendere o lasciare
- Giorgia - Infinite volte
- Lee Ryan - Army of Lovers
- Le Vibrazioni - Angelica e Aspettando
- Gianluca Grignani - Bambina dallo spazio e Arrivi Tu
- Tears for Fears - Secret World
- Juanes - La camisa negra
- Simply Red - Perfect love
- Morcheeba - Wonders Never Cease
- Anggun - Undress Me
- Syria - Non sono
- Paolo Meneguzzi - Sara
- Zeropositivo - Al posto tuo
- Backstreet Boys - Incomplete
- Tiromancino - L'autostrada
- Gianni Morandi - Corre più di noi
- Jamiroquai - Feels Like it should
- Mousse T. - Wow
- Michael Gray - The Weekend
- Paps'n'Skar - Vieni con me
- Francesco De Gregori - Vai in Africa, Celestino!
- The Brand New Heavies - Surrender
- Lene Marlin - How Would It Be
- BodyRockers – I Like the Way (You Move)
- Velvet - Il mondo è fuori
- Simple Minds - Home
- Amadou e Mariam - La Realitè

## Altri premi
- Premio Migliore Performance: Jovanotti con (Tanto)³
- Premio Album dell'anno: Max Pezzali con TuttoMax
- Premio Rivelazione Straniera: Daniel Powter con Bad Day
- Premio Tour: Laura Pausini
- Premio Rivelazione Italiana: Negramaro con Estate

## Sigla
La sigla di quest'edizione fu Come se non fosse stato mai amore di Laura Pausini e (Tanto)³ di Jovanotti.

## Organizzazione
- Mediaset

## Direzione artistica
- Andrea Salvetti